# Паранг

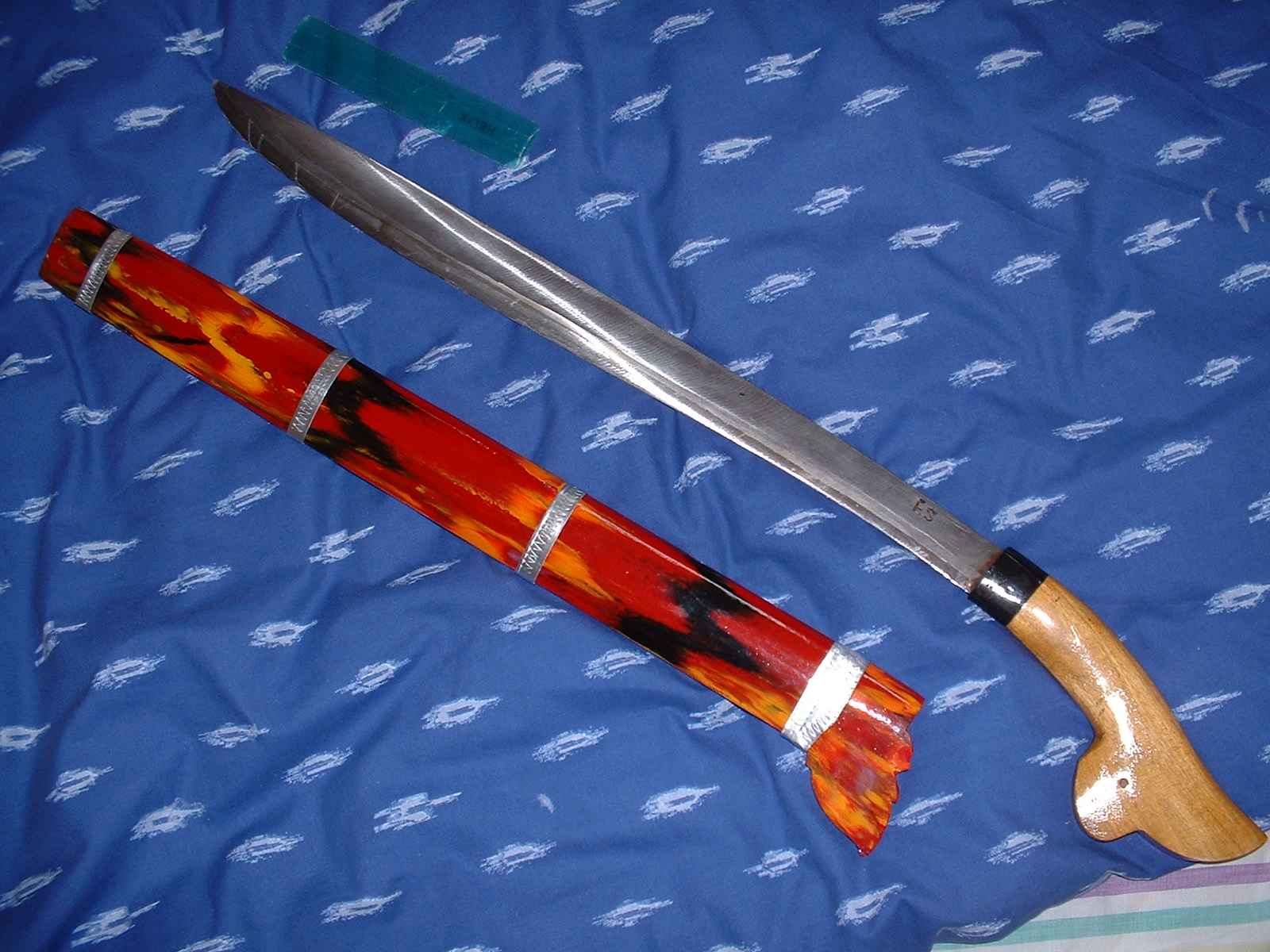
Сувенирный паранг

Пара́нг (малайск. и индон. parang) — традиционный нож, используемый населением Малайского архипелага.

## Конструкция
Паранг имеет массивный клинок, так как также является хозяйственным инструментом, оптимизированным для рубки крупной растительности Юго-Восточной Азии — кустарников и деревьев; его центр тяжести смещён к острию, а лезвие затачивается под относительно тупым углом, что препятствует его застреванию в древесине. Эти особенности конструкции сближают паранг с индонезийским голоком и филиппинским боло. Длина клинка паранга составляет от 25 до 91 сантиметра. Рукояти вне зависимости от вариации конструкций традиционно изготавливались из дерева.

## Использование и разновидности
Как и мачете, паранг часто используется для расчистки зарослей в джунглях, а также для изготовления элементов конструкции построек, мебели и деревянных инструментов (в частности, на такое использование указывает американский путешественник Джон «Лофти» Уайзман в книге «SAS Survival Handbook»). Уайзман отмечает, что для удобства и универсальности использования лезвие паранга имеет различный тип заточки на разных участках: острый угол близ кончика для резки, широкий угол (подобный заточке топора) в средней части для рубки, и промежуточный тип для универсальной работы близ рукояти.

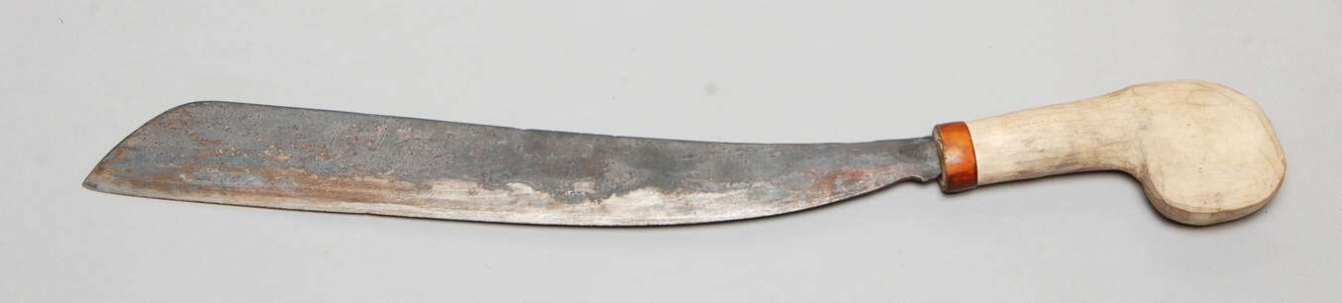
Паранг чандонг, середина 1970-х — 1980-е годы

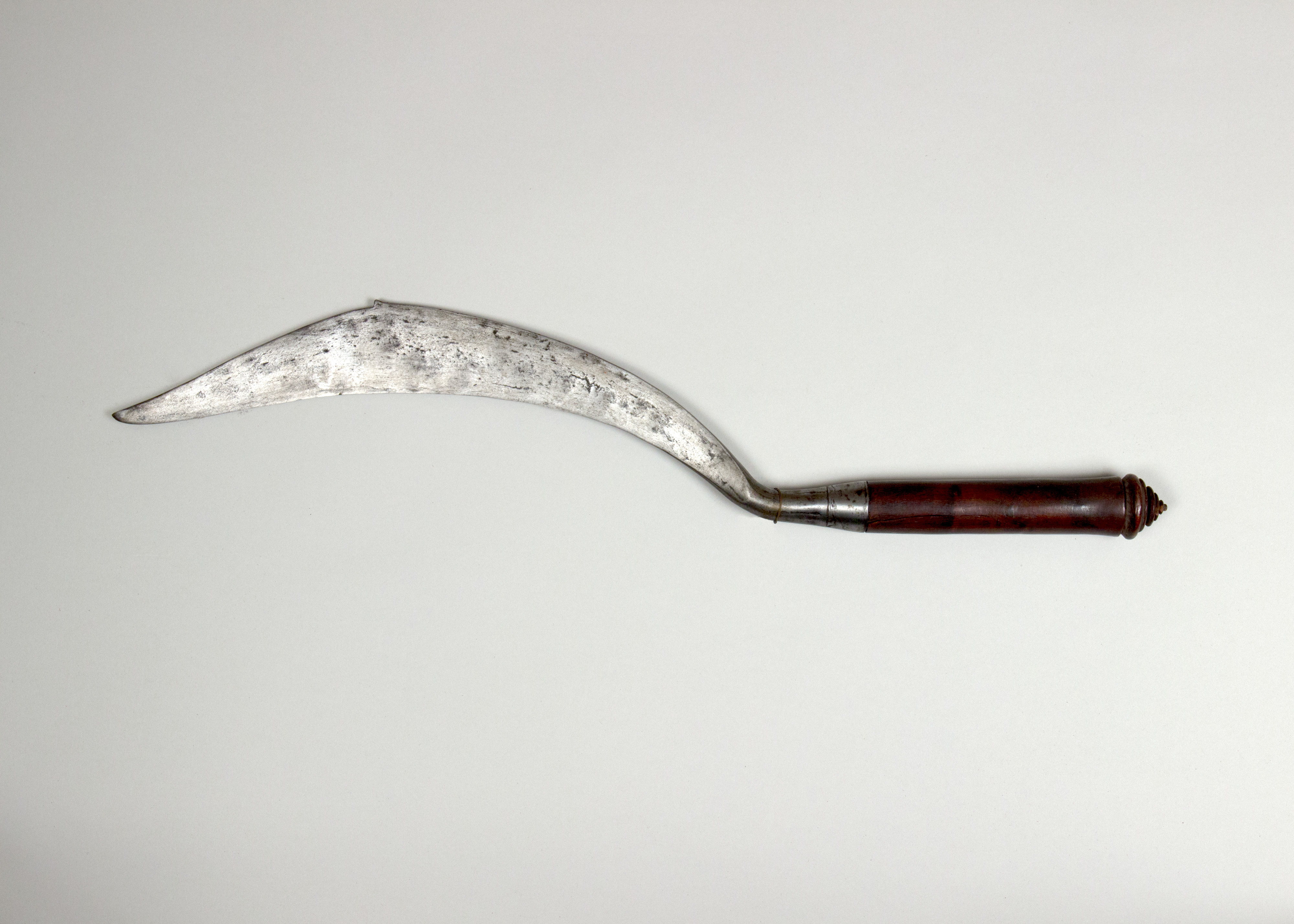
Паранг гинах (вариант с выступом на обухе)

Среди населения Малайского архипелага распространены различные вариации паранга, предназначенные для конкретных нужд или являющиеся его региональными разновидностями.
Паранг чандонг (parang chandong) — традиционный инструмент даяков, используемый ими в хозяйственных нуждах или в качестве оружия. Лезвие выпуклое, близ рукояти вогнутое. Центр тяжести смещён к острию. Традиционные ножны деревянные, изготавливаются из двух половин, скрепленных полосками ротанга (могут быть декорированы резьбой).

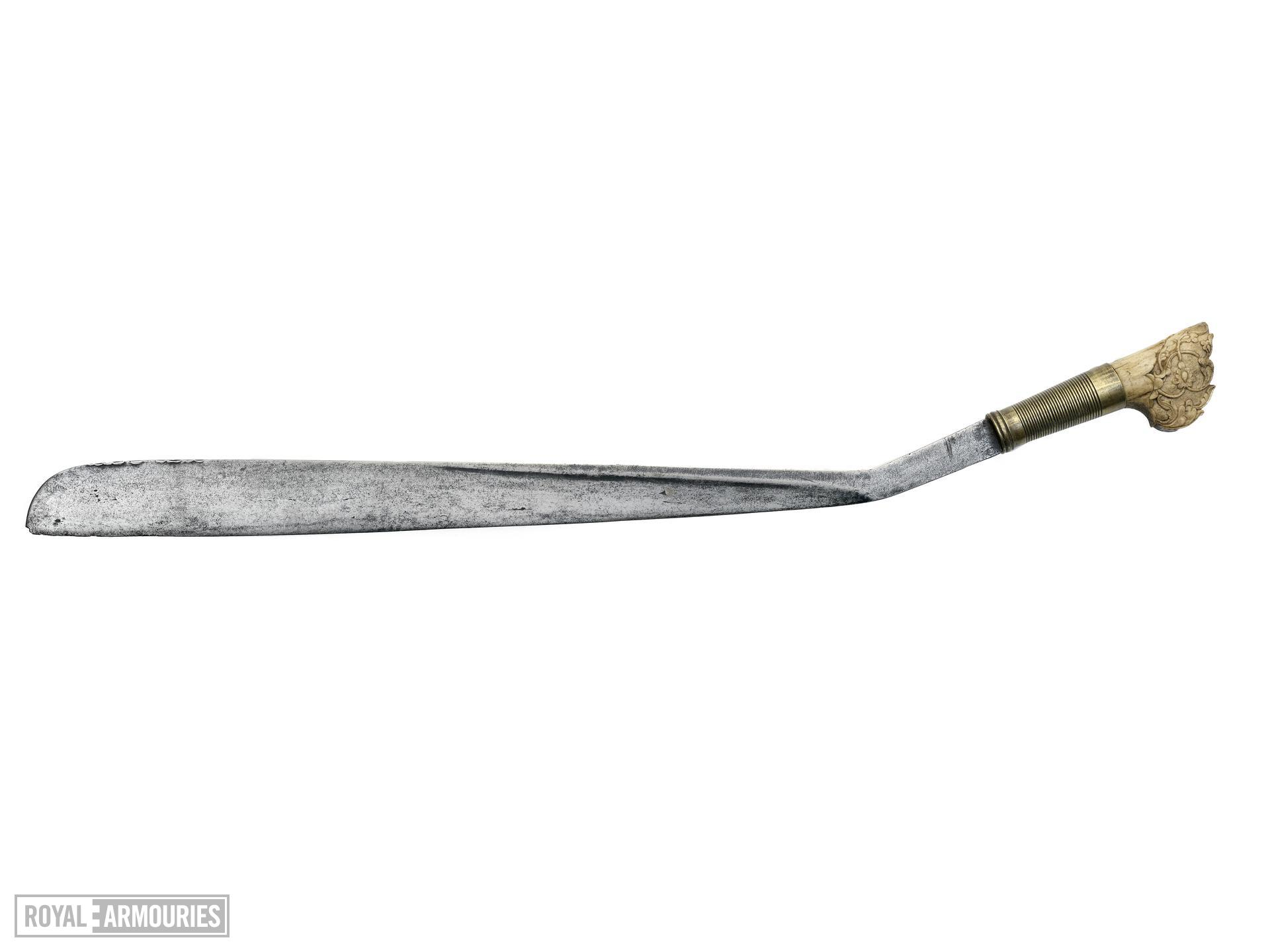
Паранг латок, 19 век

Паранг гинах (parang ginah) и паранг бонгкок (parang bongkok) — серповидные варианты парангов с вогнутым лезвием. Паранг гина имеет узкий, расширяющийся к средней части клинок длиной около 30 см. От середины лезвие сужается к кончику, острие слегка загибается кверху. На обухе может располагаться небольшой выступ илю крючок. Паранг бонгкок аналогичен по конструкции, но, как правило, имеет более широкий клинок без шипа на обухе.
Наиболее крупным (до 90 см) вариантом является традиционный для малайцев паранг латок (parang latok), использующийся как бытовой инструмент и оружие. Характеризуется заметным уклонением рукояти вверх от длинной оси клинка. Лезвие заточено равномерно, центр тяжести смещён к концу ножа. Ножны изготавливаются из дерева. В прошлом паранг латок также использовался для казни путём обезглавливания (при этом конструкция рукояти позволяла осуществлять двуручный хват). Уменьшенная версия паранг латока называется паранг буко.
Паранги использовались партизанами Северного Борнео против японцев во время восстания в Джесселтоне в годы японской оккупации.